# ريز أورتولاني
ريز أورتولاني (بالإيطالية: Riz Ortolani) (و. 1926 – 2014 م) هو ملحن، وعازف بيانو من إيطاليا . ولد في بيزارو .
توفي في روما .

## روابط خارجية
- ريز أورتولاني على موقع IMDb (الإنجليزية)
- ريز أورتولاني على موقع ألو سيني (الفرنسية)
- ريز أورتولاني على موقع ميوزك برينز (الإنجليزية)
- ريز أورتولاني على موقع ميوزك برينز (الإنجليزية)
- ريز أورتولاني على موقع أول موفي (الإنجليزية)
- ريز أورتولاني على موقع قاعدة بيانات الأفلام السويدية (السويدية)
- ريز أورتولاني على موقع أول ميوزيك (الإنجليزية)
- ريز أورتولاني على موقع ديسكوغز (الإنجليزية)
- ريز أورتولاني على موقع قاعدة بيانات الفيلم (الإنجليزية)
- ريز أورتولاني على موقع كينوبويسك (الروسية)